# Fântânele (Teleorman)
Pour les articles homonymes, voir Fântânele.
Fântânele est une commune du județ de Teleorman en Roumanie.